# ルツェルン音楽祭

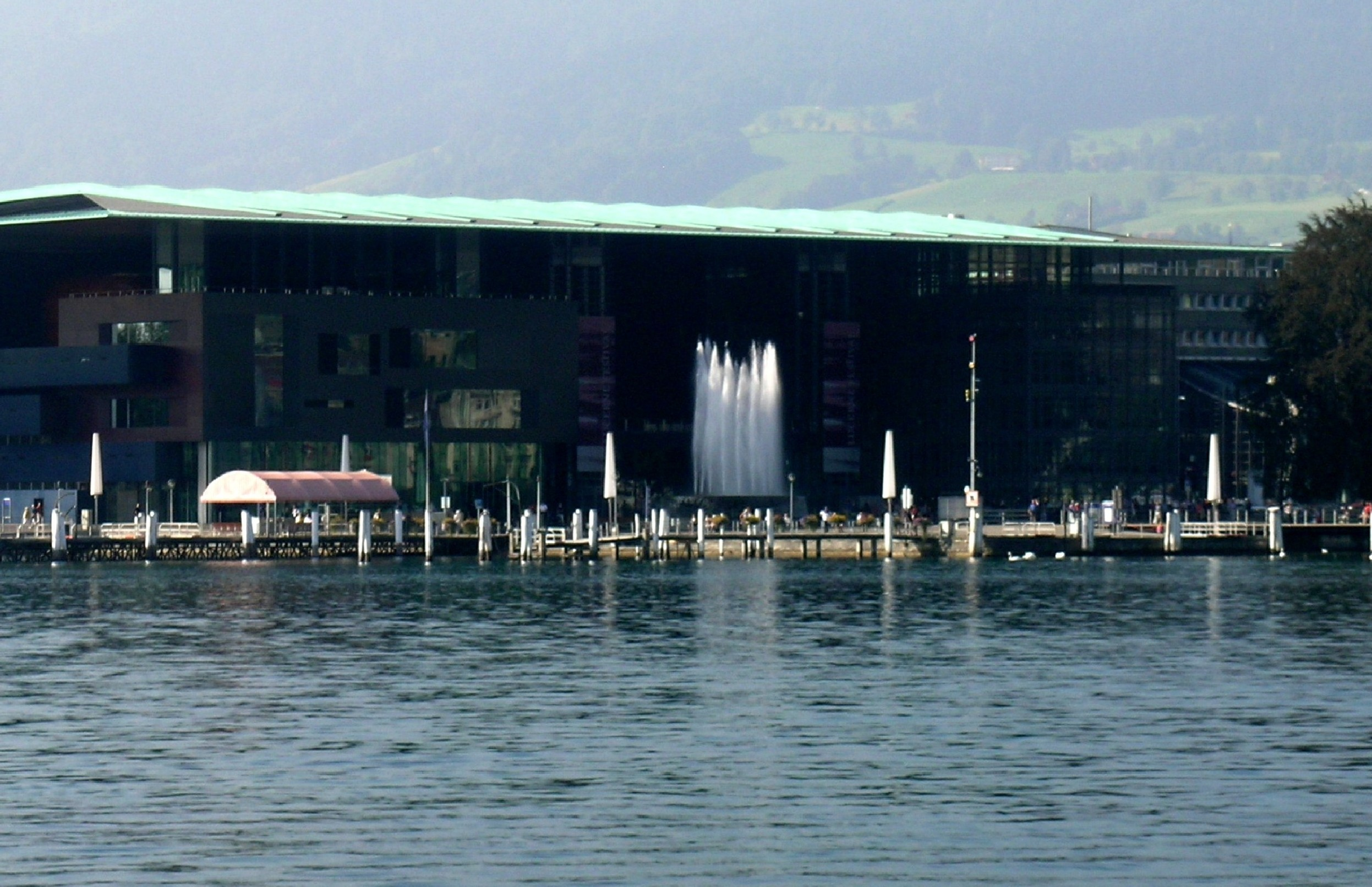
ルツェルン・カルチャーコングレスセンター

ルツェルン音楽祭（ルツェルンおんがくさい、Lucerne Festival）は、スイスのルツェルンにおいて、毎年行われる音楽祭である。春のイースター音楽祭 “OSTERN”、夏の音楽祭 “SOMMER”、秋のピアノ音楽祭 “PIANO”という3つの音楽祭が開催されている。

## 概要
ルツェルン音楽祭（ルツェルン・フェスティバル　Lucerne Fetival）は、スイス中央部の町、ルツェルンで開催される伝統の音楽祭で、中央スイス地方の主要都市、ルツェルンで開催される。世界トップクラスのオーケストラ、指揮者、演奏家たちが集まり、年間で約10万人を越える観客が訪れる。メイン会場はルツェルン湖畔の複合文化センター「ルツェルン・カルチャーコングレスセンター(KKL)」。
ルツェルン・フェスティバル（イースター）“OSTERN”　は主に宗教音楽と交響曲が中心の音楽際で、毎年イースター（復活祭）の時期に行われる。ルツェルン・フェスティバル（夏）“SOMMER”　はメインの音楽祭で、毎年特定の作曲家や演奏家、テーマにスポットをあてて企画される。2003年よりクラウディオ・アバド指揮によるルツェルン・フェスティバル・オーケストラによるコンサートが開催されている。ルツェルン・フェスティバル（ピアノ）“PIANO”　は鍵盤音楽に焦点を当てた音楽祭で、クラシックからジャズ、モダンなど、幅広いジャンルの有名ソリストや注目の若手ピアニストが登場する。

## 歴史
中央スイス地方にあってワーグナーやラフマニノフが暮らしたルツェルン市は、1910年代から小さな音楽祭をおこなっていたが、ザルツブルクでの音楽祭が隆盛を極めることで衰退し、1920年頃には行われなくなってしまった。ルツェルン市は、1933年に完成したコングレス・ハウスとそれに併設された音楽ホールを活用して、この風光明媚なルツェルンでの音楽祭開催を目指し、以前から接触をしていたアドルフ・ブッシュに相談をしていた。
この音楽祭が実現に至るのは、皮肉にも1938年4月に行われたナチスによるオーストリア併合がきっかけであった。ナチスのこの暴挙によってザルツブルク音楽祭を閉め出された音楽家たちを集めて音楽祭を開催すべく、ブッシュにルツェルン市がもちかけ、ブッシュの要請に応えたトスカニーニをはじめとする音楽家たちによって1938年に第1回の国際音楽祭が開催された。
湖に突き出たトリブシェンの岬にはワーグナーが長く住んだ館がある。現在では1階がワーグナー博物館、2階が楽器博物館となっている。ここではかつて『ジークフリート牧歌』がコジマの誕生日のプレゼントとして作曲され、その初演が行われた邸である。故に、音楽祭の最初のガラ・コンサートの会場に、このトリブシェンの旧ワーグナー邸の前の広場が選ばれた。
1938年の第1回の国際音楽祭では、スイス・ロマンド管弦楽団、チューリッヒ・トーンハレ管弦楽団、バーゼル交響楽団などスイスのオーケストラから優秀な演奏家を集め、トスカニーニと友人、ポーロ、あるいはブッシュ弦楽四重奏団の面々が弦の各セクションのトップに座った特別編成のオーケストラが、アルトゥーロ・トスカニーニの指揮の下、最初の楽音を奏でたのである。
翌1939年には、ワーグナーの娘たちも招待されたトリブシェンの家で、かつてコジマの誕生日の日と同じ、1階から2階に続く階段に陣取った演奏家たちと、1階と2階の小さな踊り場から指揮するトスカニーニによって、2回目のコンサートで『ジークフリート牧歌』が演奏された。
音楽祭には当時、スイスのルガーノに住んでいたブルーノ・ワルターやホロヴィッツ、ルツェルン湖畔にセナール荘という家があったラフマニノフやエトヴィン・フィッシャーなどが招かれ、盛大に行われたが、第3回となるはずの1940年は戦争勃発により中止となる。
だが、関係者の努力によって翌1941年にヴィクトル・デ・サバタとミラノ・スカラ座のオーケストラによるコンサートが行われ、音楽祭が開催され、1944年にはフルトヴェングラーが招かれる。
フルトヴェングラーは1945年のドイツの敗戦後にナチスへの協力を疑われ、1947年4月まで演奏が禁止されたが、1947年の8月には再びルツェルンに登場し、亡くなるまで毎年来演している。晩年の1954年にはフィルハーモニア管弦楽団とベートーヴェンの第九を演奏し、これが放送用に録音されたものが、後にレコードとして発売され、あまりの見事さにセンセーションをおこした。
以降、カラヤンやフリッチャイなど数多くの超一流の音楽家・演奏家が迎えられて音楽祭が毎年夏、7月末から8月にかけて行われている。
1960年代に入ると、作曲家に新作を委嘱するようになり、コダーイの交響曲ハ長調やマルタンの『トリプティーク』などの作品が委嘱され初演されている。中でもコダーイの作品は、この音楽祭の恩人でもあるトスカニーニに捧げられたもので、コダーイの弟子であり音楽祭の常連であったフリッチャイが音楽祭で初演している。
1970年以降は毎年テーマを決めてそれに沿ったプログラミングをするようになり、チェレプニン一家や新ウィーン楽派、あるいはポーランドなどのある国などをテーマに、興味深いコンサートが行われていた。
1999年からの音楽祭は、グスタフ・マーラー・ユーゲント管弦楽団がレジデンス・オーケストラとして指名され、更に2003年からはアカデミーを併設するなど、若い音楽家たちの育成に向けて一層の充実が図られている。
コンボーザー・レジデンスとして細川俊夫も名を連ねており、今後も新しい音楽がこの音楽祭から生まれ出てくることが期待されている。
2022年2月、ロシアがウクライナに侵攻を行ったことを受けて、同年3月にヴェルビエ音楽祭、スイス・ロマンド管弦楽団とともに公式声明を出した。侵略行為を非難し、プーチン大統領を公に支持する全ての音楽家の出演をキャンセルするとともに、戦争を支持していない音楽家の支持し、継続的な支援を続けることを表明している。このため8月に予定されていたヴァレリー・ゲルギエフ指揮のマリインスキー劇場管弦楽団のコンサートと、デニス・マツーエフのコンサートが中止となっている。